# Михайлов Ігор Олексійович
Ігор Олексійович Михайлов (12 червня 1949, Красноярський край) — російський політолог і публіцист. Член Союзу письменників Росії.

## Життєпис
Після закінчення у 1966 році середньої школи в Пущино (Московська область) працював у НДІ біофізики АН СРСР та Інституті фізики високих енергій на синхрофазотроне в Протвино. У 1968-1970 роках проходив службу в лавах Радянської армії, ВДВ (Псков).
У 1976 році закінчив факультет економіки і права Університету дружби народів ім. Патріса Лумумби за спеціальністю «Міжнародне право». Працював у центральних газетах і на телебаченні спеціальним кореспондентом, заступником головного редактора,політичним оглядачем телеканалу МТК (ТВЦ) і радіостанції «Голос Росії», в «Парламентській газеті», публікувався в журналах «Новий світ», «Міжнародна життя», «Вогник», «Зміна», «Столиця», газетах «Праця», «Правда», «Російська думка», «Голос», « Росія», «Літературній газеті».
У 1992 році з групою політологів брав участь у Кишиневі і Тирасполі в політичних переговорах та дискусіях з представниками Молдови і Придністров'я, присвячених запобігання розростання збройного конфлікту в регіоні. Цій темі І. А. Михайлов присвятив чимало статей. Автор документального фільму «Кому потрібна ця війна?» (1992, спільно з Б. Костенко), в якому показана причина конфлікту в Придністров'ї . Кінофільм в 1995 році був удостоєний премії «Золотий витязь».
У 1992 році, в розпал збройного конфлікту, В. А. Михайлов був запрошений керівництвом ПМР на дипломатичну , політичну роботу і був призначений Спеціальним представником Придністровської Молдавської Республіки в Росії. Неодноразово брав участь у політичних переговорах та дискусіях щодо врегулювання конфлікту, зробив чималий внесок для становлення державності ПМР, визнання республіки за кордоном.
У 1994 році І. А. Михайлов запрошений на телеканал МТК політичним оглядачем, де ним були підготовлені серії політичних передач на актуальні теми. Ним зняті документальні фільми, які здобули популярність як в Росії, так і за її межами: «Париж Хемінгуея» і «Хто він, барон Фальц-Фейн?» У своїх публіцистичних статтях та передачах І. А. Михайлов багато уваги приділяє російсько-американським відносинам. Неодноразово бував у США, висвітлював російсько-американські саміти, не раз публікувалася в американській пресі, прагнучи зруйнувати багато усталені негативні стереотипи і уявлення про Росію.Брав участь у міжнародних конференціях, "Круглих столах" і семінарах в Нью-Йорку, Амстердамі, Парижі, Алма-Аті,Белграді (Сербія),Улан-Баторі, Москві...
У 1996-1997 роках був запрошений на роботу в Уряд РФ помічником віце-прем'єра, радником з політичних питань. Неодноразово брав участь у політичних переговорах та міжнародних дискусіях.
З березня 1997 по 2002 рік — політичний оглядач Державної зарубіжного мовлення радіостанції «Голос Росії».Професор -2004.
Під час війни НАТО проти Югославії в 1999 році І. А. Михайлов перебував у Белграді звідки підготував серію статей та радіопередач. Ця робота була відзначена в 1999 році Федеральною службою телерадіомовлення спеціальним Дипломом.
У 2005-2006 роках - політичний оглядач «Парламентської газети» в Москві.
Неодноразово брав участь у міжнародних конференціях і симпозіумах. Відомий своїми книгами, радіопередачами, документальними фільмами, а також публікаціями в російській та іноземній пресі: у США, Франції, Болгарії.
Працюючи журналістом, політичним аналітиком, виїжджав у зони бойових конфліктів в Румунії (1989), у Придністров'ї (1989-1992 рр..), в Югославії (1999).
Учасник наукових експедицій в Арктику: архіпелаги Північна земля і Шпіцберген, а також на Північний полюс (1987).
Член Російського географічного товариства. Головний редактор інтернет-газети «Ракурс» (www.rakurs-art.ru).
Лауреат міжнародної літературної премії "Рим-Франкфурт", лауреат міжнародної літературної премії Д. Рішельє -2017 р.

## Нагороди
- Орден Петра Великого I ступеня за видатні заслуги і великий внесок у розвиток і зміцнення Російської Держави (2004);
- Медаль «Захисник Придністров'я» (1998);
- «Золота медаль» Російського Фонду миру (2005) ;
- Медаль А. С. Грибоєдова і медаль М. Ю. Лермонтова Союзу письменників Москви за літературну творчість;
- Заслужений працівник культури Російської Федерації (Указ президента РФ від 2011 року) та ін.

## Статті
- Михайлов В. «Захистити книгу», «Литературная газета», № 7, 2015
- Михайлов В. «Момент істини для Росії», часопис «Зінов'єв», №2,2008
- Михайлов В. «Росія і США звірили позиції», «Парламентська газета», №181,14 жовтня 2005
- Михайлов В. «Про епідемії щедрості і майбутнє нашої держави», "Парламентська газета", №113, 28 червня 2005
- Михайлов В. «Е. Гемінґвей: останній з непереможених», часопис «Персона», 1999
- Михайлов В. "Витіснення",журнал "Новий світ",№2,1998
- Михайлов В. "Трагічні дні Придністров'я",журнал "Столиця", №16,1992
- Михайлов В. "Україна:слідом за газовою війною готують холодну ?","Парламентська газета", 12 січня 2006
- Михайлов В. "Останній безробітний Росії", "Праця", 14 березня 1981
- Михайлов В. "Поет Жан Франсуа Бріер", "Праця", 30 грудня 1979
- Михайлов В. "Чужого горя не буває", "Праця", 7 лютого 1982
- Михайлов В. "США-СРСР:важливо продовжувати діалог","Праця" 7 грудня 1988
- Михайлов В. «Спогади про пережите і тривоги про майбутнє»,журнал "Вільна думка", №12, 1999
- Михайлов В. "Арманд Хаммер, наш друг і діловий партнер", "Праця", 26 березня 1988
- Михайлов В. "Жива легенда розвідки", "Парламентська газета",№225, 20 грудня 2005
- Михайлов В. "Латиські легіонери СС і їх покровителі", "Парламентська газета",№ 47,18 березня 2005
- Михайлов В. "Норвежці і росіяни на Шпіцбергені",журнал "міжнародне життя", № 9-10, 2001
- Михайлов В. "Як ми втратили НАТО ",журнал "Огонек", №10, 1997
- Михайлов В. "Розвивати діалог між суспільством і владою", "Парламентська газета", №32, 10 березня 2006
- Михайлов В. "І настане "баналізація зла", "Літературна газета ", 24 листопада 2008
- Михайлов В. "Куди крокують ветерани СС ? "," Парламентська газета ", 2006
- Михайлов В. "Важливо продовжувати діалог"(Бесіда з послом США Д. Метлока), "Праця", 7 грудня 1988
- Михайлов В. "Що не сказав президент про положення індіанців", "Праця", 25 серпня 1988
- Михайлов В. "Друге народження Роберта Уайзена ", "Праця", 24 січня 1987
- Михайлов В. "Вбиває гуманне зброю", "Тиждень",№ 4, 1986
- Михайлов В. "Напередодні Другої світової ","Праця" ,23 серпня 1989
- Михайлов В. «Бухарест після боїв», "Праця", 4 січня 1990
- Михайлов В. «Їх розстріляли під Львовом», "Праця" 12 червня 1987
- Михайлов В. «Така різнолика Америка», "Праця",6 вересня 1986

## Документальні фільми
- «Кому потрібна ця війна?», 1992, (Премія «Золотий витязь»)
- «Париж Хемінгуея»,1995
- «Хто він, барон Фальц-Фейн?», 1996.